# Csecsnyúlvány

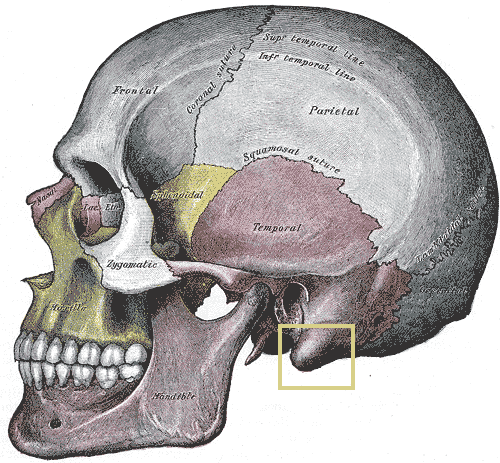
Egy koponya oldalról (a sárga négyzet jelöli a csecsnyúlványt)

A csecsnyúlvány (processus mastoideus ossis temporalis) egy nyúlvány az ember koponyáján (cranium). A pars mastoidea ossis temporalis folytatása. A mérete és az alakja emberenként változó. A férfiaknak nagyobb mint a nőknek. A fejbiccentő izomnak (musculus sternocleidomastoideus), a musculus splenius capitis-nak és a musculus longissimus capitis-nak biztosít tapadási helyet.
Emlő- vagy csecsnyúlványnak nevezik még a processus mamillaris-t is.

## Lásd még
- mastoiditis (a csecsnyúlvány gyulladása)
- mastoidectomia (a csecsnyúlvány műtéti eltávolítása)